# Reting kolostor

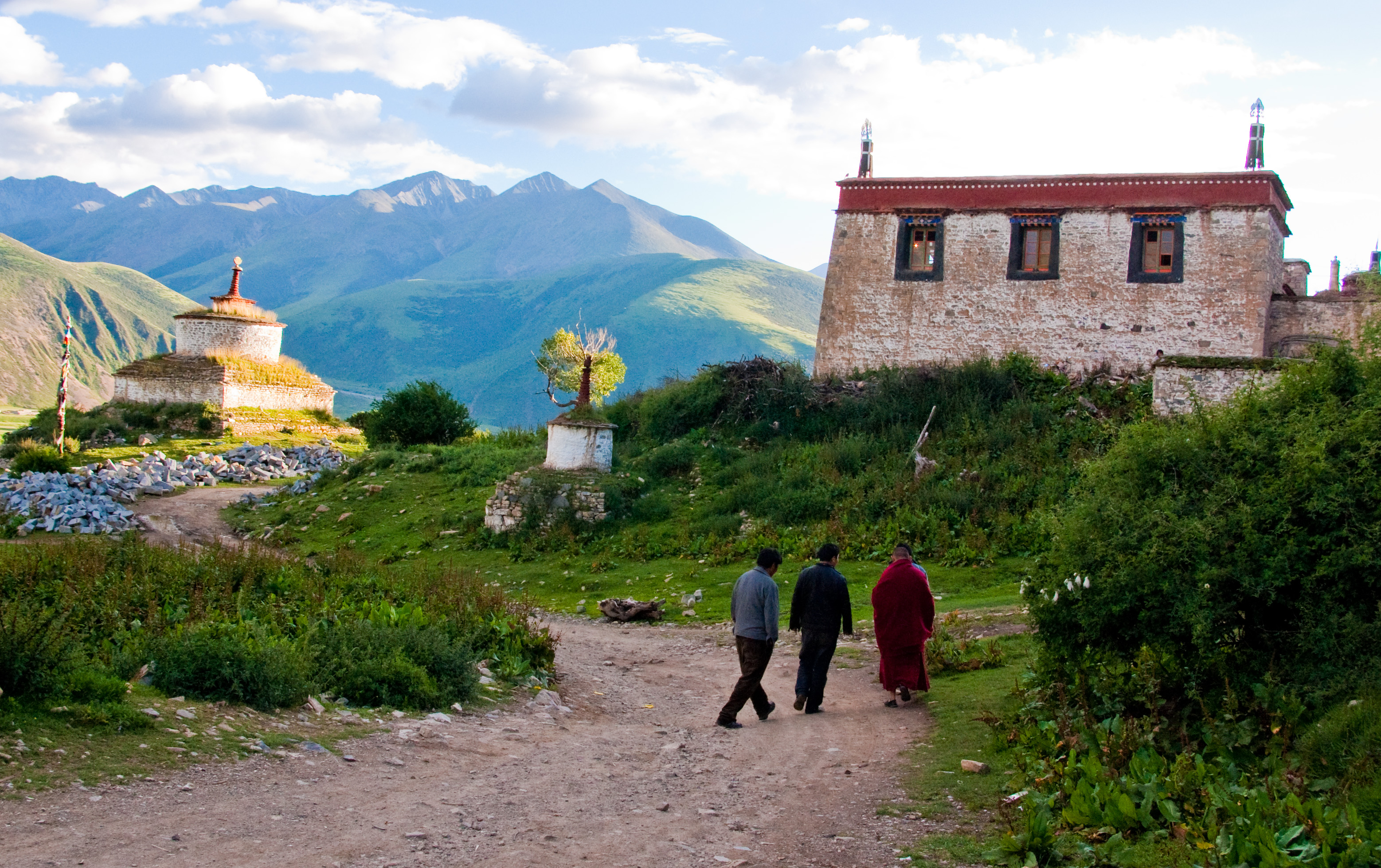
Reting Monastery

A Reting kolostor (wylie: Rwa-sgreng gom pa) történelmi fontosságú buddhista kolostor Tibet középső részén, Lhásza prefektorátus területén Lünzub megyében. Úgy is nevezik, hogy „Radreng”.

## Története
A Reting kolostort Atísa legfőbb tanítványa, Dromtönpa alapította 1057-ben a Reting Campo folyó völgyében, Lhászától északra. Ez vált a kadam hagyományvonal székhelyévé. Dromtön magával vitte a kolostorba Atísa több ereklyéjét is. Ez a kolostor volt a szarma (új fordítás) mozgalom első intézménye. 
Congkapa (1357 – 1419) megújította a kadam iskolát, amely azután gelug néven vált ismertté és a Reting fontos gelugpa kolostor lett, a reting rinpocse székhelye.
A reting rinpocsék voltak felelősek a dalai lámák újabb reinkarnációinak sikeres felkutatásáért és kiválasztásáért. A reting rinpocsékból többször kerültek ki a dalai lámák régensei, amíg azok elérték a felnőttkort. Így történt például 1845 és 1855 (11. dalai láma, Kedrub Gyaco), majd 1933 és 1947 között (14. dalai láma, Tendzin Gyaco). Az utóbbi, az 5. reting rinpocse kutatta fel a jelenlegi dalai lámát és ő volt a legfőbb tanítója. Később feladta a hivatalát, ugyanis bűnösnek találták a kínaiakkal való együttműködés vádjában, és 1947-ben halt meg egy tibeti börtönben. Valójában az őt vádló, akkor hatalmon lévő Sugdenpa támogatóit tartják felelősnek a meggyilkolásáért és a kínaiakkal való szövetkezésért. Ők pusztították el a gelug Reting kolostort és sokakat gyilkoltak meg Lhászában. Az azt követő politikai zavar hozzájárult Tibet összeomlásához, miután a kínaiak megszállták a területet.
A 6, reting rinpocse 1997-ben halt meg. A kínaiak 2001 januárjában bejelentették, hogy megtalálták a reting rinpocse 7. reinkarnációját, azután, hogy a Karmapa repülőgépe felszállt India felé. A dalai láma ezt a reinkarnációt nem ismerte el valódinak.
A Reting kolostort lerombolták a vörös gárdisták a kulturális forradalom alatt és csak részben lett helyreállítva.